# Myrceugenia lanceolata
Myrceugenia lanceolata är en myrtenväxtart som först beskrevs av Antoine Laurent de Jussieu och J.St.-hil., och fick sitt nu gällande namn av Eberhard Max Leopold Kausel. Myrceugenia lanceolata ingår i släktet Myrceugenia och familjen myrtenväxter. Inga underarter finns listade i Catalogue of Life.